# Самсоновское общество
Самсо́новское общество — сельское общество в составе Коловской волости Пудожского уезда Олонецкой губернии

## Состав[1]
| № | Населённый пункт                | Расстояние до волостного правления в верстах | Всего жителей (1873) | Всего жителей (1905) |
| - | ------------------------------- | -------------------------------------------- | -------------------- | -------------------- |
| 1 | Самсоновская (Кривцы)           | 16                                           | 74                   | 58                   |
| 2 | Тереховская (Кривцы)            | 16                                           | 34                   | 55                   |
| 3 | Кокулинская (Кривцы)            | 16                                           | ?                    | 29                   |
| 4 | Стогайлова гора                 | 17                                           | ?                    | 29                   |
| 5 | Зарубежский след (Большая гора) | 21                                           | 125                  | 190                  |
| 6 | Андреевский след (Подгорье)     | 21                                           | 65                   | 45                   |
| 7 | Никова гора                     | 21                                           | 15                   | 25                   |
| 8 | Рогозеро                        | 36                                           | 24                   | 23                   |

В деревнях Кривцы (Самсоновская, Тереховская и Кокулинская) и Зарубежский след по состоянию на 1905 год находились школы.
Всё население по состоянию на 1905 год — 465 человек, на 1873 — около 340.
В настоящее время территория общества относится к Пудожскому району Республики Карелия.

## Источник
- Список населенных мест Олонецкой губернии (1905) https://www.prlib.ru/item/370962 стр. 254—255
- http://xn----7sbehhevkhuhcb0b4b4bzki.xn--p1ai/w/snmtwovolost/75